# ساعت آونگی
ساعت آونگی (انگلیسی: Pendulum clock) نوعی ساعت است که از یک آونگ، وزنه‌ای که آزادانه تاب می‌خورد، به عنوان عنصر زمان‌سنجی خود استفاده می‌کند. آونگ به دلیل نیروی گرانش به جلو و عقب نوسان می‌کند و دوره نوسان آن به طول آونگ بستگی دارد. ساعت آونگی با شمارش تعداد نوسانات آونگ، زمان را نگه می‌دارد.
اولین ساعت آونگی در سال ۱۶۵۶ توسط کریستیان هویگنس اختراع شد. ساعت‌های آونگی به سرعت دقیق‌ترین زمان‌سنج‌های جهان شدند و تا قرن بیستم به‌طور گسترده مورد استفاده قرار می‌گرفتند. آنها در نهایت با ساعت‌های کوارتز که دقیق‌تر و ارزان‌تر بودند جایگزین شدند.
ساعت‌های آونگی معمولاً از یک وزنه یا فنر برای تأمین انرژی برای نگه داشتن نوسان آونگ استفاده می‌کنند. آونگ به یک چرخ دنده متصل است که عقربه‌های ساعت را به حرکت درمی‌آورد.
ساعت‌های آونگی انواع مختلفی دارند، اما رایج‌ترین آنها ساعت پدربزرگ است. ساعت‌های پدربزرگ معمولاً بلند و باریک هستند و دارای یک آونگ بلند هستند. آنها اغلب از چوب ساخته می‌شوند و دارای تزئینات پیچیده هستند.
ساعت‌های آونگی هنوز هم توسط برخی از افراد به دلیل زیبایی و دقتشان جمع‌آوری و استفاده می‌شوند. آنها همچنین در برخی از کاربردهای علمی، مانند اندازه‌گیری شتاب گرانش، استفاده می‌شوند.